# Solenopsis alecto
Solenopsis alecto är en myrart som beskrevs av Santschi 1934. Solenopsis alecto ingår i släktet eldmyror, och familjen myror. Inga underarter finns listade i Catalogue of Life.